# Thierbacherhammer
Thierbacherhammer ist ein Gemeindeteil des Marktes Bad Steben im Landkreis Hof (Oberfranken, Bayern). Thierbacherhammer liegt in der Gemarkung Thierbach.

## Geografie
Die Einöde liegt am Froschbach, einem linken Zufluss der Selbitz. Die Staatsstraße 2198 führt nach Thierbach (0,7 km westlich) bzw. nach Marxgrün (0,7 km nordöstlich).

## Geschichte
Thierbacherhammer gehörte zur Realgemeinde Bobengrün. Gegen Ende des 18. Jahrhunderts bestand Thierbacherhammer aus einem Anwesen. Die Hochgerichtsbarkeit hatte das bayreuthische Kasten- und Richteramt Lichtenberg. Das bayreuthische Kastenamt Thierbach war Grundherr des Eisenhammers.
Von 1797 bis 1810 unterstand Thierbacherhammer dem Justiz- und Kammeramt Naila. Infolge des Ersten Gemeindeedikts wurde Thierbacherhammer dem 1812 gebildeten Steuerdistrikt Marxgrün und der zugleich entstandenen die Ruralgemeinde Thierbach zugewiesen. Im Zuge der Gebietsreform in Bayern wurde Thierbacherhammer am 1. Januar 1972 nach Bad Steben eingemeindet.

### Einwohnerentwicklung
| Jahr      | 001819 | 001861 | 001871 | 001885 | 001900 | 001925 | 001950 | 001961 | 001970 | 001987 | 002013 |
| Einwohner | *      | *      | 8      | 5      | 9      | 10     | 9      | 9      | 9      | 6      | 3      |
| Häuser    |        |        |        | 1      | 1      | 1      | 1      | 1      |        | 1      |        |
| Quelle    | [ 5 ]  | [ 8 ]  | [ 9 ]  | [ 10 ] | [ 11 ] | [ 12 ] | [ 13 ] | [ 14 ] | [ 15 ] | [ 16 ] |        |

## Religion
Thierbacherhammer ist evangelisch-lutherisch geprägt und bis heute nach St. Walburga (Untersteben) gepfarrt (seit 1910 ist die Lutherkirche (Bad Steben) die Hauptkirche).